# Vale de Figueira (Tabuaço)
Vale de Figueira ist ein Ort und eine ehemalige Gemeinde (Freguesia) im portugiesischen Kreis Tabuaço. Die Gemeinde hatte 146 Einwohner (Stand 30. Juni 2011).
Am 29. September 2013 wurden die Gemeinden Vale de Figueira und Pinheiros zur neuen Gemeinde União das Freguesias de Pinheiros e Vale de Figueira zusammengeschlossen.